# Oligostigma fulvicolor
Oligostigma fulvicolor is een vlinder uit de familie van de grasmotten (Crambidae). De wetenschappelijke naam van de soort is voor het eerst geldig gepubliceerd in 1917 door George Francis Hampson.
De soort werd ontdekt in Peru.